# ЗІЛ-4331
ЗІЛ-4331 — сімейство радянських і російських вантажних автомобілів виробництва Заводу ім. Лихачова. Прийшло на зміну ЗІЛ-130, хоч вироблялося разом з ним протягом більшості років (по 2012). За весь час виробництва було виготовилено 1 600 931 автомобілів.

## Історія
На Заводі імені Лихачова модель ЗІЛ-4331 розробляли в 70-ті роки під позначенням ЗІЛ-169, початок проектування датується 1976 роком. Перший дослідний зразок був готовий вже в 1977 році. Автомобіль повинен був стати родоначальником нової, дизельної лінійки зіловскіх вантажівок. На нього планували поставити атмосферний дизельний двигун ЗІЛ-645, з об'ємно-плівковим сумішоутворенням, потужністю 185 к.с. До цього двигуну додавалася синхронізована, механічна 9-ступінчаста коробка передач. Під впливом автомобільної моди тих років, кабіна знайшла незграбні контури. Крила, капот і облицювання радіатора були поєднані в один великий вузол відкидається вперед. У 80-і роки у відповідності з галузевим стандартом машина отримала індекс: ЗІЛ-4331 та допрацьовувалася аж до 1985 року. У 1986 автомобіль став на конвеєр з бензиновим мотором ЗІЛ-508.10 потужністю 150 к.с. і 5-ступінчастою коробкою передач, трохи пізніше з'явилася і дизельна версія.

## Особливості конструкції
Фари і підфарники знайшли своє остаточне місце в розширеному бампері оригінальної форми, оперення вкоротили, облицювання радіатора з легкого пластику АВС зробили об'ємної, у всю ширину оперення. Передня частина автомобіля сильно зменшила у вазі. Цей варіант залишив завод у 1985 р. і з незначними доробками встав на конвеєр. В цілому розробка цього вантажного автомобіля зайняла трохи більше 10 років.

## Двигун
Для нової машини був замислений V-подібний 8-циліндровий дизель ЗІЛ-645 з об'ємно-плівковим сумішоутворенням. Його потужність — 185 к.с. Починаючи з 1977 року він експонувався на багатьох виставках всередині країни як чергове досягнення науково-технічного прогресу. Дизель агрегатований з девятиступеневою, повністю синхронізованою коробкою передач. Капот, крила, облицювання радіатора інтегровані в один загальний вузол, який, щоб полегшити обслуговування силового агрегату, відкидався на шарнірах вперед. Комфортабельна кабіна обладнана підресореним сидінням з регулюваннями в трьох напрямках. Вантажна платформа — суцільнометалева. Ця машина вантажопідйомністю 6 тонн розвиває швидкість до 95 км/год, а витрата палива дорівнює 18-23 л/100 км для одиночної вантажівки або 26-31 л/100 км для вантажівки з причепом.

## Модифікації
- ЗІЛ-432930 — короткобазна модель сімейства 4331 з металевим бортовим кузовом.
- ЗІЛ-433110 — базова вантажівка сімейства 4331.
- ЗІЛ-431610 і 431710 — газобалонні автомобілі, що працюють на стиснутому природному газі і на бензині.
- ЗІЛ-431810 — газобалонні автомобілі, що працюють на зрідженому газі (на базі 431410). 43314Б (довгобазний зі спальним відділенням в кабіні), 4332 (зі спальним відділенням), 4335 (шасі для установки кузовів), 4421 (сідловий тягач) та інші.
- ЗІЛ-433112 — шасі для встановлення спеціальних кузовів та обладнання, в тому числі пожежного.
- ЗІЛ-433360 — короткобазна вантажівка з дерев'яним кузовом з карбюраторним двигуном від ЗІЛ-130 потужністю 150 к.с.
- ЗІЛ-43305А — сідловий тягач 6x4. Навантаження на сідло 11350 кгс, повна маса тягача 18600 кг, повна маса причепа на напівпричепа 25800 кг, повна маса автопоїзда 33050 кг. Дизельний двигун ЗІЛ-6454 (200 к.с.)
- ЗІЛ-433180 — бортовий ЗІЛ 4x2 з новою кабіною. Маса вантажу 8000 кг, повна маса автомобіля 14500 кг, повна маса автопоїзда 26000 кг, внутрішні розміри платформи 4692 x 2326×575 мм. Дизель Д-260.11 ММЗ Е2, турбонаддув.
- ЗІЛ-4331A5 — шасі ЗІЛ-4331 з колісною формулою 4x2 і кабіною від MAN LE.
- ЗІЛ-433430 — бортовий ЗІЛ 6x6 з тяговою лебідкою. Маса вантажу 3750 кг, повна маса автомобіля 11170 кг, повна маса причепа 4200 кг, внутрішні розміри платформи 3600 x 2322×346 мм[1]. Автомобіль покликаний замінити ЗІЛ-131.

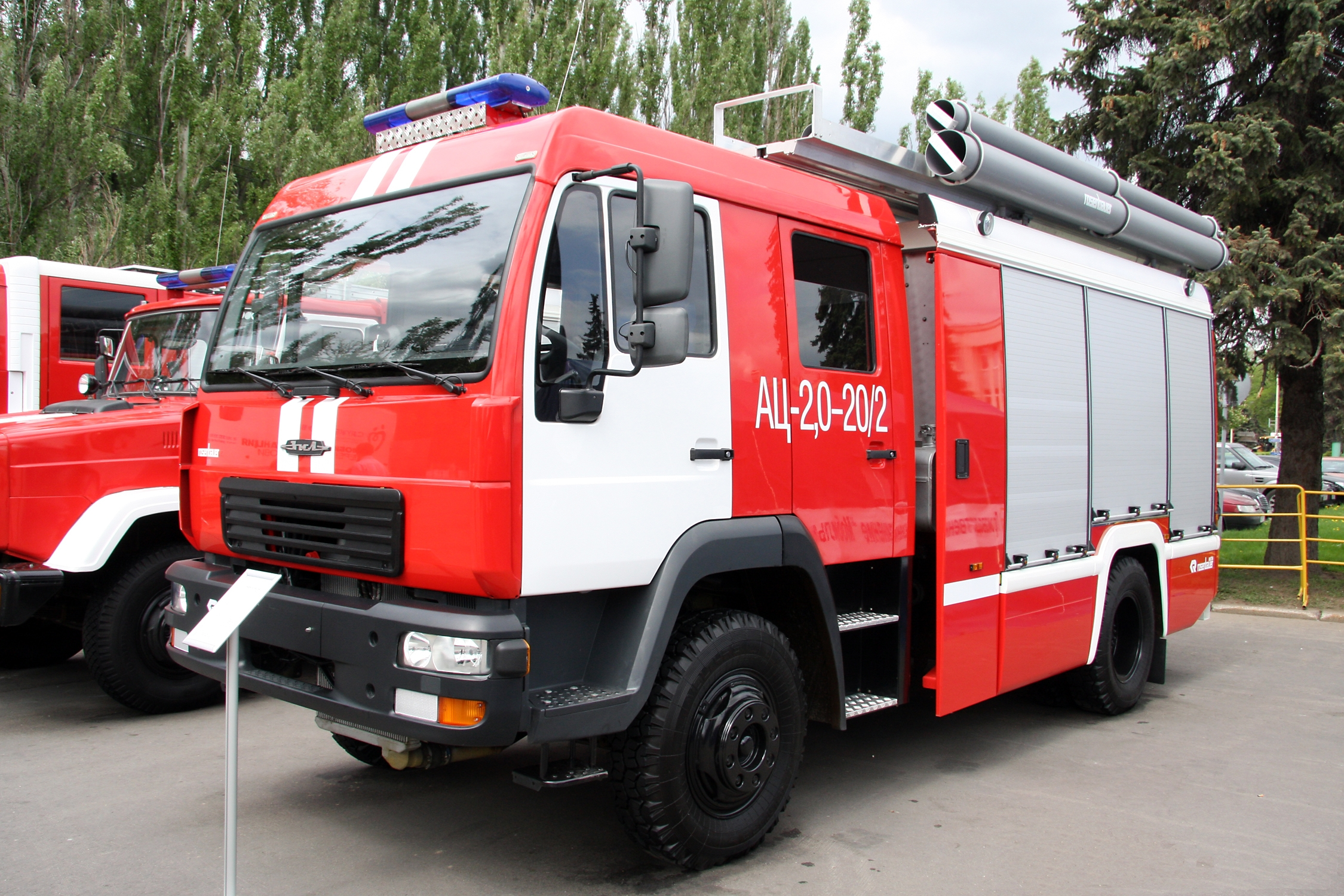
Пожежна машина AC 2,0-20-2 на шасі ЗІЛ-4331A5
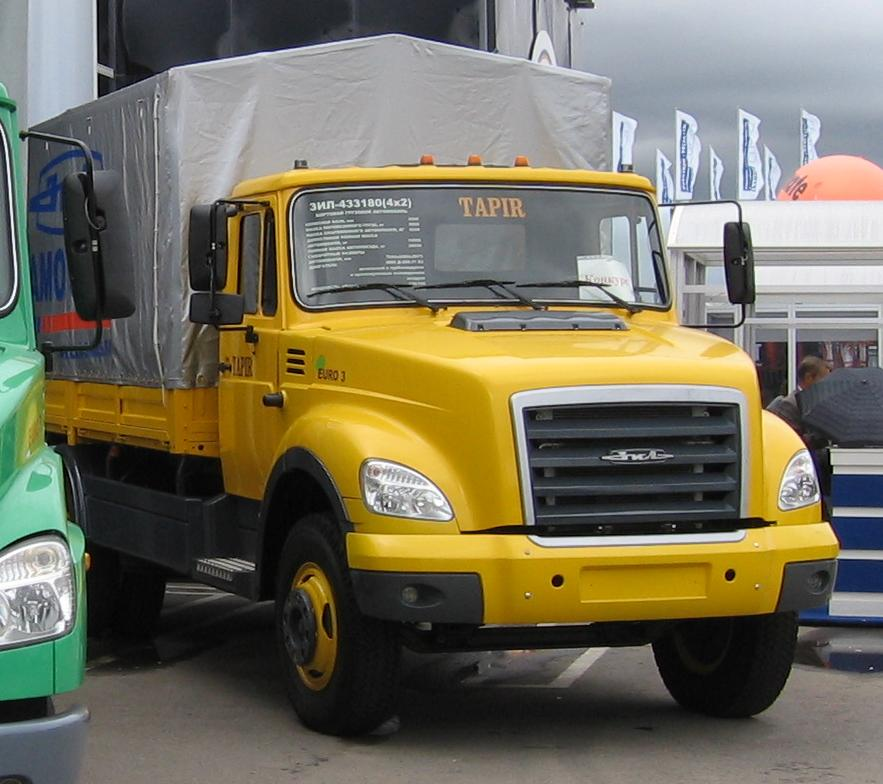
ЗІЛ-433180
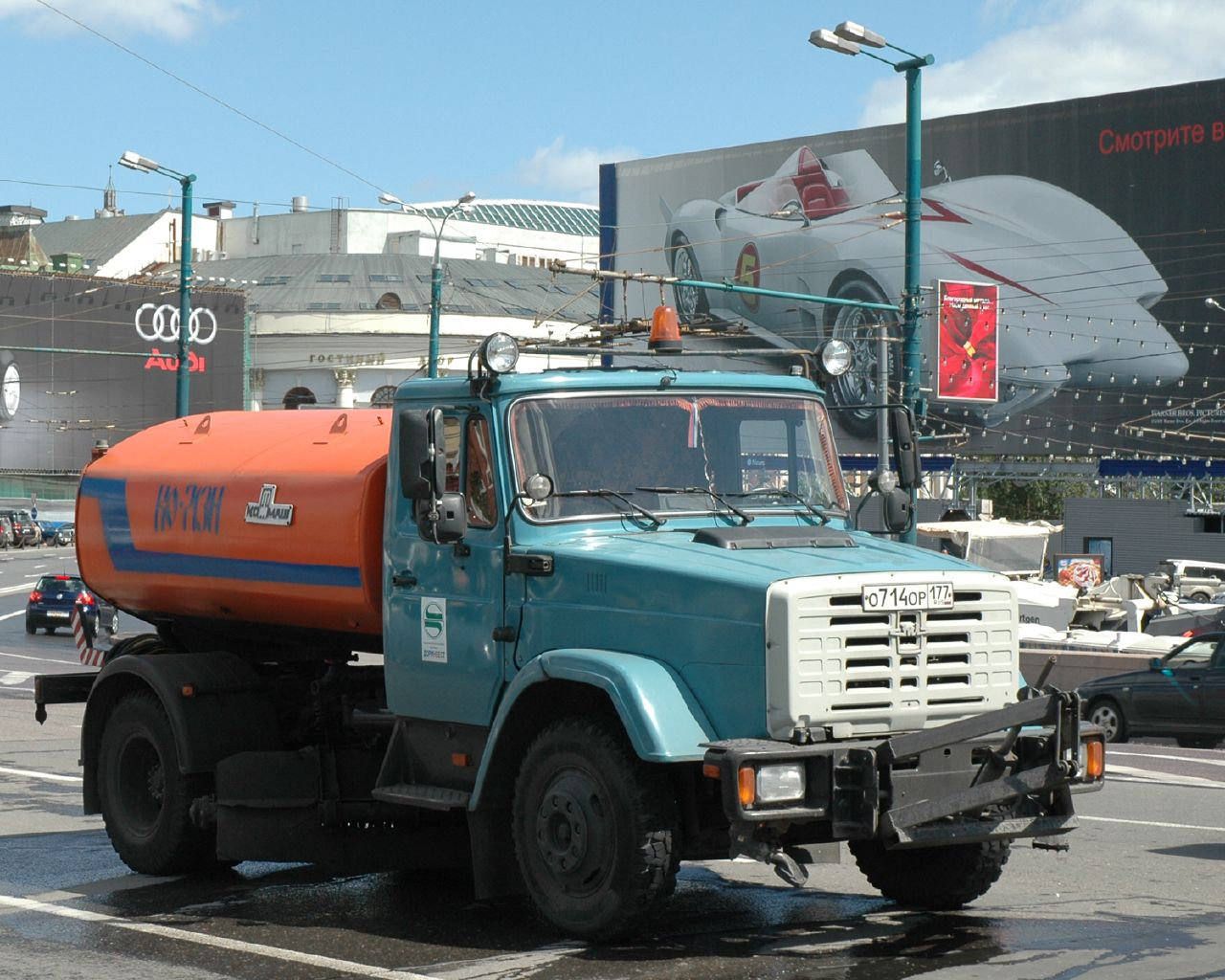
ЗІЛ-4333
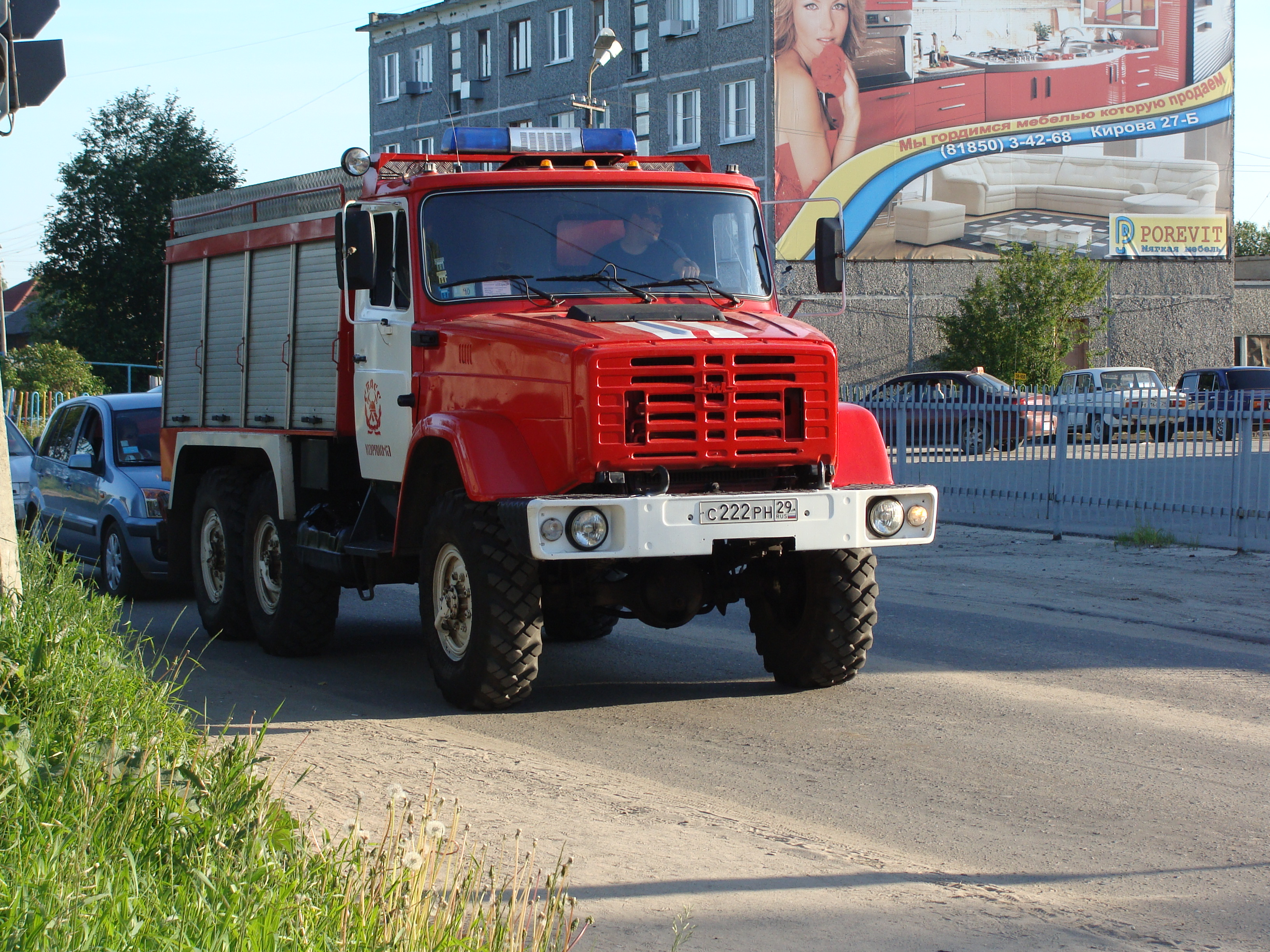
Пожежна машина шасі ЗІЛ-4334 6х6

## Пожежні автомобілі на базі ЗІЛ-4331

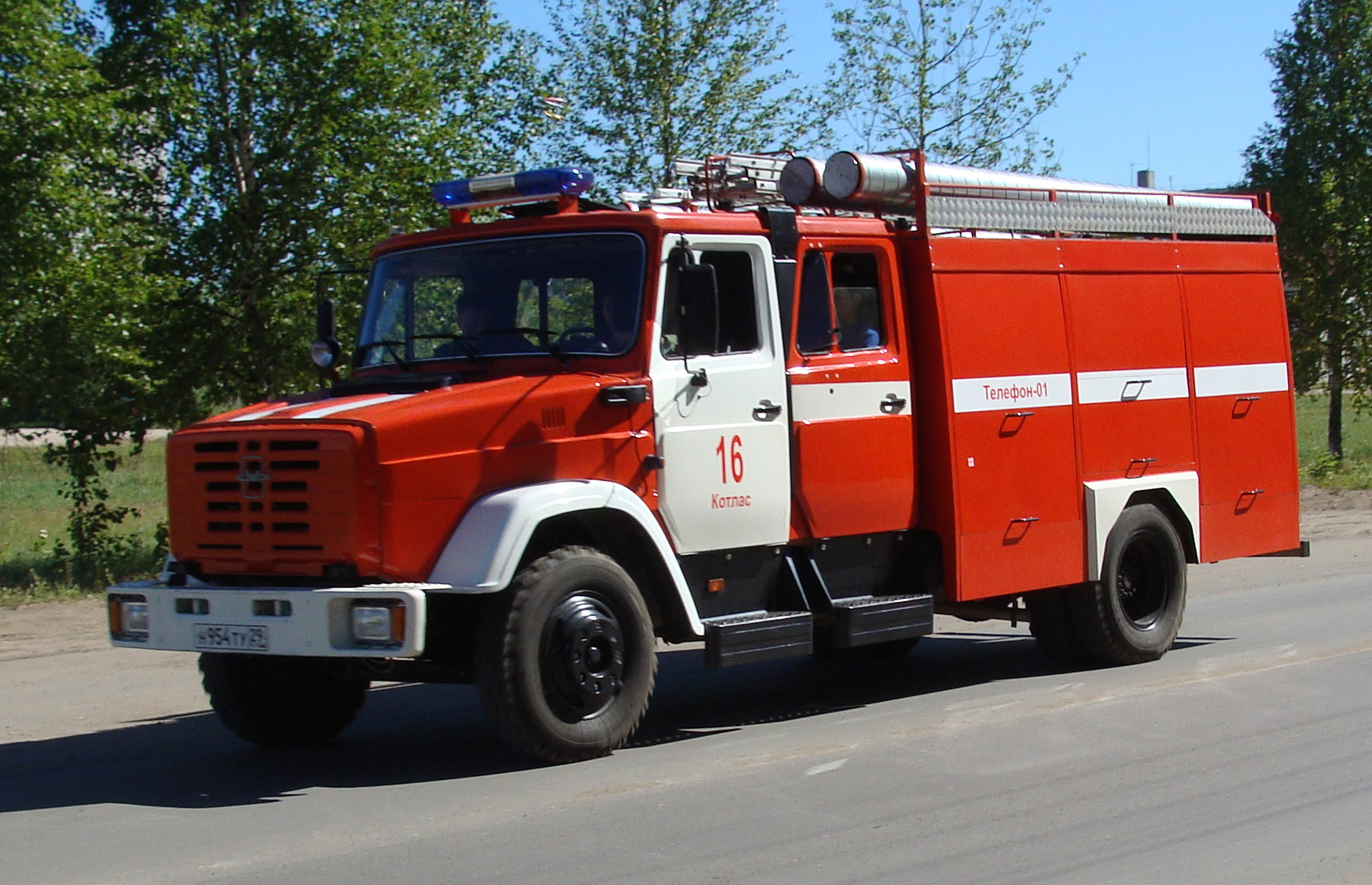
Пожежний автомобіль АЦ-3.2-40 (4331)

- АЦ-3.2-40 (4331)
- АЦ-40 (4331)

## В ігровій і сувенірної індустрії
Масштабні моделі автомобіля ЗІЛ-4331 випускаються українськими фірмами «Кіммерія» і ALF.
Також ЗІЛ-4331 зустрічається в модифікаціях до комп'ютерної гри GTA San Andreas.